# Бернар VII (граф Комменжа)
Бернар VII (фр. Bernard VII de Comminges; 2 сентября 1245/1246 — 15 июля 1312) — граф Комменжа с 1295 года. Сын Бернара VI де Комменж и его жены Терезы д’Астарак.
Ок. 1280 года женился на Лауре де Монфор (ок. 1260—1300), дочери Филиппа II де Монфора (ок.1225-1270) и Жанны де Леви-Мирпуа (ок. 1220—1284).
Дети:
- Бернар VIII (ок. 1285—1336), граф Комменжа
- Пьер Раймон I (ок. 1295—1341), граф Комменжа
- Ги де Комменж
- Жан Раймон де Комменж, кардинал (1327), епископ Монпелье (1309—1317), архиепископ Тулузы (1317-1327)
- Арнальд Роже де Комменж, епископ Лобеза и Клермона
- Симон де Комменж
- Сесиль (ок. 1300—1354), 1-й муж: Аманьё д’Астарак, 2-й: Джованни II Монферратский
- Элеонора (ок. 1300—1365), жена графа Гастона II де Фуа.

Бернар VII умер 15 июля 1312 года и похоронен в аббатстве Бонфон. О его деятельности в качестве графа Комменжа практически ничего неизвестно кроме того, что он пожаловал госпитальерам селение Камбернар.